# 短剑遥控武器系统
短剑遥控武器系统（炮塔）（羅馬化：Stilet）是乌克兰制造的一种遥控武器系统，配备一门30毫米ZTM-2机炮、一挺7.62毫米KT机枪、一门30毫米AG-17自动榴弹发射器和R-2障礙反坦克导弹。短剑可安装至现代化的BMP-1U或其他型号的装甲输送车。

## 背景
2017年3月，厂商对短剑进行了测试。

## 特征
機砲改採30毫米ZTM-2機砲，並配備最新的數字瞄準系統Trek-2-01。

## 相册

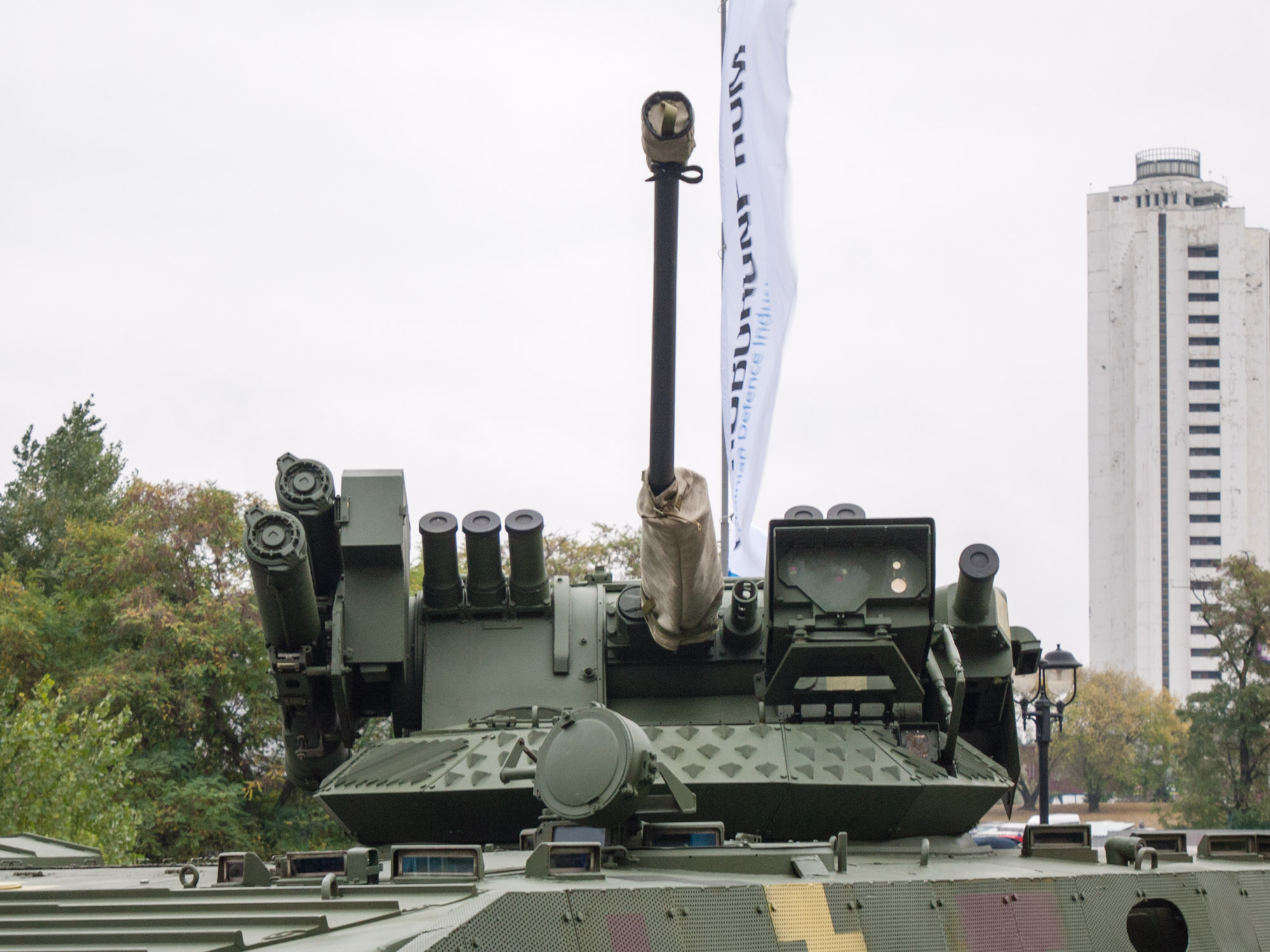
正视图
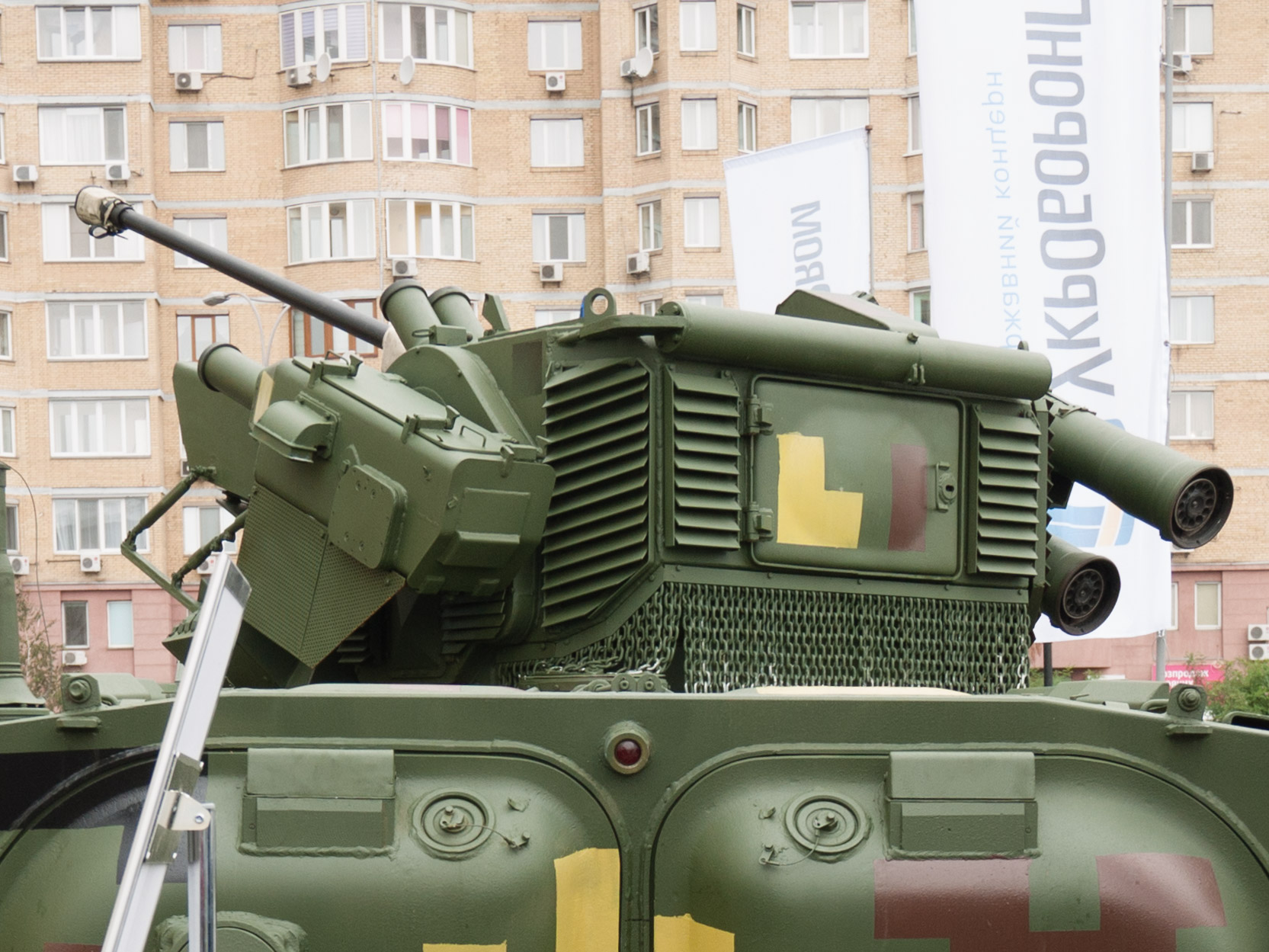
后视图
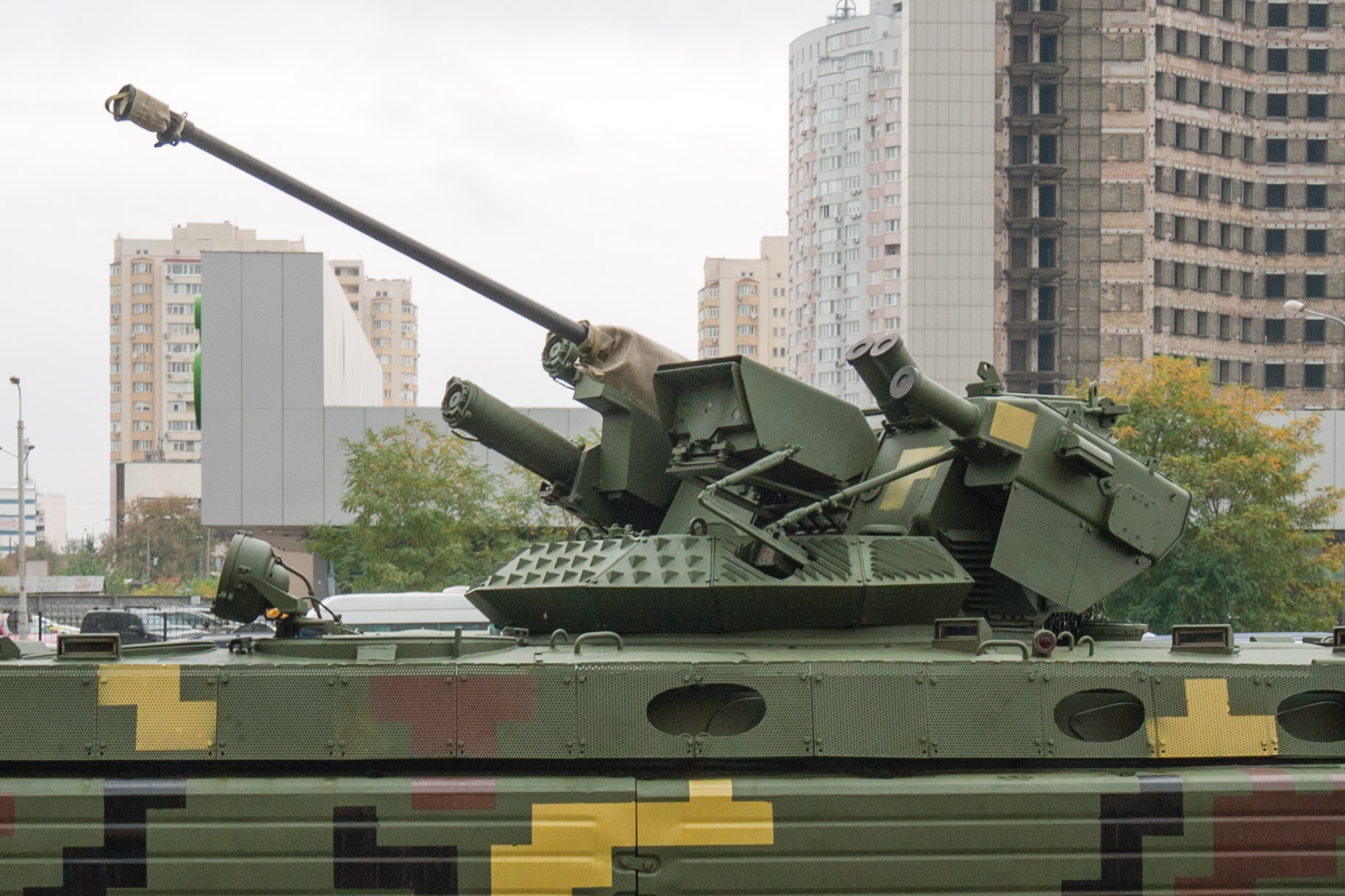
侧视图
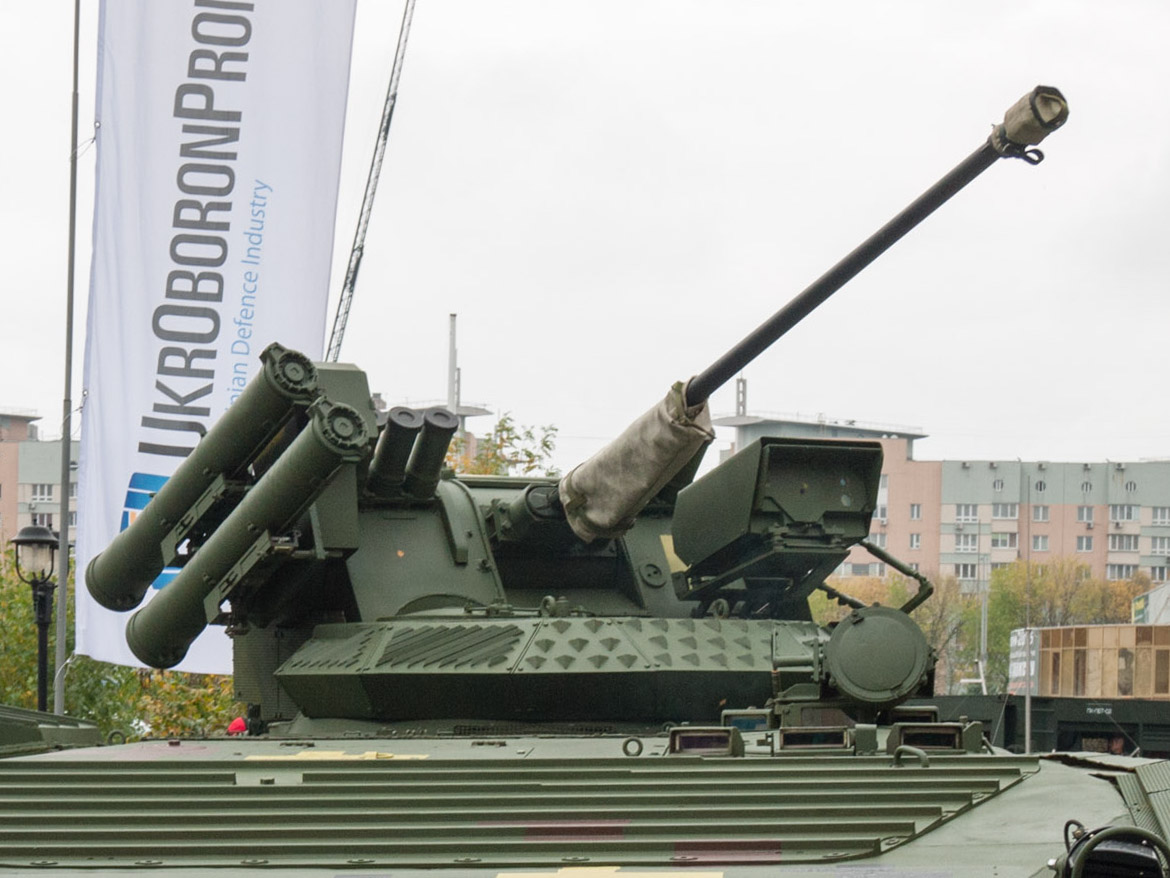
侧视图

## 引文
1. ↑  : 36.   [2024-10-18].
2. 1 2  . Ukrainian Military Pages.   [2024-10-19] （乌克兰语）.
3. ↑  .   [2017-09-19] （乌克兰语）.